# Flirter avec les embrouilles
Pour plus de détails, voir Fiche technique et Distribution.
Flirter avec les embrouilles, ou Amour, flirt et calamités au Québec (Flirting with Disaster) est un film américain de David O. Russell, sorti en salles en 1996.

## Synopsis
Mel Coplin et son épouse Nancy vivent à New York, non loin de ses parents adoptifs, Ed et Pearl Coplin. Tout jeune père, Mel refuse de choisir un prénom à leur fils tant qu'il n'aura pas découvert l'identité de ses véritables parents. Après qu'une employée de l'agence d'adoption ait localisé sa mère biologique à San Diego, il décide de la rencontrer. Tina, la belle mais très incompétente employée, choisit d'accompagner Mel, Nancy et leur nouveau-né lors de leur voyage en Californie. Le voyage, évidemment, ne se passera pas comme prévu et les mènera à travers les États-Unis...

## Fiche technique
- Titres français : Flirter avec les embrouilles (France) et Amour, flirt et calamités (Québec)
- Titre original : Flirting with Disaster
- Réalisation et scénario : David O. Russell
- Musique : Stephen Endelman
- Directeur de la photographie : Eric Alan Edwards
- Montage : Christopher Tellefsen (en)
- Distribution des rôles : Risa Bramon Garcia et Ellen Parks
- Producteur : Dean Silvers
- Coproducteur : Kerry Orent
- Producteur associé : Christopher Goode
- Producteurs exécutifs : Bob et Harvey Weinstein
- Coproducteur exécutif : Trea Leventhal
- Création des décors : Kevin Thompson
- Direction artistique : Judy Rhee
- Décorateur de plateau : Susan Block et Ford Wheeler
- Création des costumes : Ellen Lutter
- Pays de production :  États-Unis
- Durée : 93 minutes
- Genre : comédie noire
- Dates de sortie en salles : 
  - États-Unis : 22 mars 1996
  - France : 5 juin 1996

## Distribution
Légende : V. F. = Version Française et V. Q. = Version Québécoise
- Ben Stiller (V. F. : Jean-Philippe Puymartin ; V. Q. : Alain Zouvi) : Mel Coplin
- Patricia Arquette (V. F. : Marjorie Frantz ; V. Q. Natalie Hamel-Roy) : Nancy Coplin
- Tea Leoni (V. F. : Juliette Degenne ; V. Q. : Marie-Andrée Corneille) : Tina Kalb
- Mary Tyler Moore (V. Q. : Élizabeth Chouvalidzé) : Pearl Coplin
- George Segal (V. Q. : Jean Fontaine) : Ed Coplin
- Alan Alda (V. F. : François Dunoyer ; V. Q. : Mario Desmarais) : Richard Schlichting
- Lily Tomlin (V. Q. : Claudine Chatel) : Mary Schlichting
- Richard Jenkins (V. F. : Antoine Tomé ; V. Q. : Yvon Thiboutot) : Paul Harmon
- Josh Brolin (V. F. : Guillaume Orsat ; V. Q. : Pierre Auger) : agent Tony Kent
- Celia Weston (V. Q. : Viviane Pacal) : Valerie Swaney
- Glenn Fitzgerald : Lonnie Schlichting
- Beth Ostrosky Stern (en) : Jane
- Cynthia Lamontagne : Sandra
- David Patrick Kelly (V. Q. : Marc Bellier) : Fritz Boudreau
- John Ford Noonan (en) : Mitch